# Бахриддинов, Рустам Хусенбоевич
Рустам (Рустем) Хусенбоевич Бахриддинов (род. 27 сентября 1980, Москва) — российский хоккеист, защитник. Тренер.

## Биография
Воспитанник московского «Динамо», тренеры Александр Филиппов, Равиль Валиуллин. В сезоне 1997/98 дебютировал за «Динамо-2» В 1998 году был выбран на импорт-драфте CHL в 1-м раунде под общим 24-м номером клубом «Шикутими Сагенинс», в составе которого и провёл два сезона в QMJHL. В сезоне-2000/01 сыграл два матча в WPHL за «Нью-Мексико Скорпионс» и один матч за «Динамо-Энергия-2» Екатеринбург в первой лиге. В следующем сезоне выступал во второй лиге за команды «Русич-Эксима» Владимир и «Прогресс» Глазов.
Сезон-2002/03 отыграл в командах ACHL «Джэксонвилл Барракудас», «Сент-Пит/Уинстон-Сейлем Пэрротс» и «Кейп-Фир Файрэнтц». В сезоне-2003/04 провёл 8 матчей за клуб UHL «Адирондак Айсхокс». Вернувшись в Россию, играл в низших лигах за «Белгород» (2005/06 — 2006/07), «Автомобилист» и «Автомобилист-2» (Екатеринбург) и «Титан» и «Титан-2» (Клин, все — 2007/08), МХК «Крылья Советов» (2008/09).
Сезон-2009/10 провёл в команде КХЛ «Витязь» Чехов. Играл за клубы «Юность-Минск» (Кубок Беларуси), «Рязань» (ВХЛ), «Бейбарыс» (чемпионат Казахстана, все — 2010/11), «Донбасс-2» (2011/12), «Сокол» Киев (2011/12 — 2012/13), «Компаньон» (2012/13, все — чемпионат Украины), «Титан» (2013/14).
Финалист Братины (2009). Обладатель Кубка Беларуси (2010). Чемпион Украины (2012).
Окончил Смоленскую академию физической культуры, ВШТ (СибГУФК).
Тренер в школах «Северная звезда» (2018—2021), «Динамо» Москва (2021—2022), «Академия Михайлова» (с 2022).